# Florian-Jules-Félix Desprez
Florian-Jules-Félix Desprez, francoski rimskokatoliški duhovnik, škof in kardinal, * 14. april 1807, Ostricourt, † 21. januar 1895.

## Življenjepis
19. decembra 1829 je prejel duhovniško posvečenje.
22. junija 1850 je bil imenovan za škofa Saint-Denis-de-La Réuniona; 3. oktobra istega leta je bil potrjen in 5. januarja 1851 je prejel škofovsko posvečenje.
4. februarja 1857 je bil imenovan za škofa Limogesa (potrjen je bil 19. marca) in 30. julija 1859 za nadškofa Toulousa (potrjen je bil 26. septembra istega leta).
12. maja 1879 je bil povzdignjen v kardinala in 22. septembra istega leta je bil imenovan za kardinal-duhovnika Ss. Marcellino e Pietro.